# Henrik V (film, 1989)
Henrik V (originaltitel Henry V) är en filmatisering från 1989 av William Shakespeares krönikespel Henrik V. Kenneth Branagh står för såväl filmens regi som dess titelroll. Henrik V är berättelsen om hur den unge kungen av England invaderar Frankrike för att överta tronen, och hur fransmännen besegras vid det sägenomsusade Slaget vid Agincourt.

## Rollista
- Derek Jacobi - Chorus
- Kenneth Branagh - Kung Henrik V av England
- Simon Shepherd - Humphrey, hertig av Gloucester och Kungens bror
- James Larkin - John, hertig av Bedford och Kungens bror
- Brian Blessed - Thomas Beaufort, hertig av Exeter och Kungens farbror
- Charles Kay - Ärkebiskopen av Canterbury
- Alec McCowen - Biskopen av Ely
- James Simmons - Edvard, hertig av York
- Paul Gregory - Ralph Neville, 1:e earl av Westmorland
- Nicholas Ferguson - Richard Beauchamp, 13:e earl av Warwick
- Tom Whitehouse - John Talbot, 1:e earl av Shrewsbury
- Fabian Cartwright - Rikard, earl av Cambridge
- Stephen Simms - Lord Scroop
- Jay Villiers - Sir Thomas Grey
- Edward Jewesbury - Sir Thomas Erpingham, officer i Henrys armé
- Daniel Webb - Gower, en engelsk officer i Henrys armé
- Ian Holm - Fluellen, en walesisk officer i Henrys armé
- Jimmy Yuill - Jamy, en skotsk officer i Henrys armé
- John Sessions - Macmorris, en irländsk officer i Henrys armé
- Shaun Prendergast - Bates, soldat i Henrys armé
- Pat Doyle - Court, soldat i Henrys armé
- Michael Williams - Williams, soldat i Henrys armé
- Christian Bale - Robin the Luggage-Boy
- Robbie Coltrane - Sir John Falstaff, tidigare vän till Kungen
- Richard Briers - Bardolph, tidigare vän till Kungen och löjtnant i dennes armé
- Geoffrey Hutchings - Nym, tidigare vän till Kungen och korpral i dennes armé
- Robert Stephens - Pistol, tidigare vän till Kungen och fänrik (som använder den äldre titeln "Ancient") i dennes armé
- Judi Dench - Mistress Quickly, en gästgivare
- Paul Scofield - Kung Karl VI av Frankrike
- Michael Maloney - Louis, hertig av Guyenne
- Richard Clifford - Karl, hertig av Orléans
- Nigel Greaves - Johan av Berry
- Julian Gartside - Johan VI av Bretagne
- Harold Innocent - Johan den orädde
- Richard Easton - Charles d'Albret
- Colin Hurley - Grandpre, en fransk Lord
- Emma Thompson - Katarina, dotter till Karl VI
- Geraldine McEwan - Alice
- David Lloyd Meredith - Guvernören av Harfleur
- Christopher Ravenscroft - Mountjoy, en fransk härold
- David Parfitt - Budbärare
- Mark Inman - Soldat
- Chris Armstrong - Soldat
- Calum Yuill - Ett barn

## Utmärkelser
| Utmärkelse                                     | Kategori                     | Mottagare och nominerade                        | Resultat  |
| ---------------------------------------------- | ---------------------------- | ----------------------------------------------- | --------- |
| Oscar                                          | Bästa manliga huvudroll      | Kenneth Branagh                                 | Nominerad |
| Oscar                                          | Bästa kostym                 | Phyllis Dalton                                  | Vann      |
| Oscar                                          | Bästa regi                   | Kenneth Branagh                                 | Nominerad |
| British Academy Film Awards                    | Best Actor in a Leading Role | Kenneth Branagh                                 | Nominerad |
| British Academy Film Awards                    | Best Cinematography          | Kenneth MacMillan                               | Nominerad |
| British Academy Film Awards                    | Best Costume Design          | Phyllis Dalton                                  | Nominerad |
| British Academy Film Awards                    | Best Direction               | Kenneth Branagh                                 | Vann      |
| British Academy Film Awards                    | Best Production Design       | Tim Harvey                                      | Nominerad |
| British Academy Film Awards                    | Best Sound                   | Campbell Askew, David Crozier, Robin O'Donoghue | Nominerad |
| Chicago Film Critics Association Awards        | Best Foreign Language Film   | Kenneth Branagh                                 | Vann      |
| Chicago Film Critics Association Awards        | Best Actor                   | Kenneth Branagh                                 | Nominerad |
| European Film Awards                           | Best Actor                   | Kenneth Branagh                                 | Vann      |
| European Film Awards                           | Best Director                | Kenneth Branagh                                 | Vann      |
| European Film Awards                           | Best Young Film              | Kenneth Branagh                                 | Vann      |
| Evening Standard British Film Awards           | Best Film                    | Kenneth Branagh                                 | Vann      |
| Italian National Syndicate of Film Journalists | European Silver Ribbon       | Kenneth Branagh                                 | Nominerad |
| National Board of Review of Motion Pictures    | Best Director                | Kenneth Branagh                                 | Vann      |
| New York Film Critics Circle Awards            | Best New Director            | Kenneth Branagh                                 | Vann      |
| Sant Jordi Awards                              | Best Foreign Actor           | Kenneth Branagh                                 | Vann      |